# Chrześcijańskie Zjednoczenie Zawodowe Rzeczypospolitej Polskiej
Chrześcijańskie Zjednoczenie Zawodowe Rzeczypospolitej Polskiej; ChZZ –  centrala chrześcijańskich związków zawodowych w Polsce w okresie międzywojennym.
Początkowo chrześcijańskie związki zawodowe w okresie międzywojennym nie były zjednoczone w jednej centrali ogólnokrajowej, działały w oparciu o centrale dzielnicowe. Centrala ogólnokrajowa powstała w połowie lat trzydziestych XX w. poprzez dołączenie innych związków do dzielnicowej centrali w Kongresówce. W 1938 r. ChZZ liczyło 61,5 tys. członków.
ChZZ współpracowało i pozostawało pod wpływem Polskiego Stronnictwa Chrześcijańskiej Demokracji, głosiło program solidaryzmu. Ideologię ChZZ wyrażało m.in. krakowskie pismo „Nasza Walka – Zbawca Ludu”.
Czołowi działacze to Ludwik Gdyk, Józef Chaciński, J. Puchałka. ChZZ działało do 1939.